# Der Fall Chodorkowski
Der Fall Chodorkowski ist ein deutscher Dokumentarfilm des Regisseurs Cyril Tuschi über das Leben von Michail Chodorkowski. Der Film wurde im Februar 2011 auf der Berlinale uraufgeführt und viermal gezeigt.

## Hintergrund
Der Film beschreibt den verurteilten Unternehmer und früheren russischen Oligarchen sowie jetzigen Multimillionär Michail Chodorkowski. Tuschi befragte mehr als 70 Zeitzeugen, das Interviewmaterial umfasste 180 Stunden. Der Film kostete nach Tuschis Angaben 400.000 Euro und wurde durch drei deutsche staatliche Filmförderungen (Medienboard Berlin-Brandenburg, Mitteldeutsche Medienförderung, Deutscher Filmförderfonds) und durch den Bayerischen Rundfunk finanziert. Er ermöglicht detaillierte Einblicke in die russische Gesellschaft und die internationale Diplomatie. Tuschi arbeitete fünf Jahre daran. 
Das Filmmaterial samt Computer wurden Tuschi nach eigenen Angaben zwei Mal gestohlen: auf Bali, wo er den Final Cut des Films vornahm, sowie einige Wochen später, kurz vor Beginn der Berlinale, aus seinem Büro. Beim zweiten Diebstahl wurde ein Notebook mit der Endfassung des Films gestohlen.
Auch deshalb wurde der Film auf der Berlinale mit Spannung erwartet.

## Inhalt des Films
Tuschi befragte 70 Zeitzeugen, darunter die Mutter Chodorkowskis und den ehemaligen deutschen Außenminister Joschka Fischer (Grüne). Er drehte animierte Szenen, etwa um Chodorkowskis Verhaftung zu illustrieren, und verwendete Nachrichtenmaterial von CNN. Der Film dreht sich unter anderem um die Frage, wie es dazu kam, dass einer der reichsten Männer der Welt (Gründer der ersten russischen Privatbank Menatep und Inhaber des Ölkonzerns Yukos) 2003 in seinem Privatflugzeug verhaftet, in einem sibirischen Gefängnis nahe der Grenze zu China inhaftiert und in zwei Prozessen zu 14 Jahren Haft wegen Steuerhinterziehung, planmäßigen Betrugs, Geldwäscherei und Unterschlagung verurteilt wurde. 
Chodorkowski verdiente in den 1990er Jahren den Großteil eines Vermögens, das 2003 etwa acht Milliarden Dollar betrug. Zu Beginn des neuen Jahrtausends mehrten sich Gerüchte, er wolle Yukos-Anteile in die USA verkaufen. Auch war er dabei „sein Image des ruchlosen Oligarchen in den Ruf eines Wohltäters und Kulturförderers umzuwandeln“.
Wenige Tage vor seiner Verhaftung erhob er Korruptionsvorwürfe gegen den damaligen russischen Präsidenten Wladimir Putin in einem live im Fernsehen ausgestrahlten Treffen vor Superreichen.
Einige Tage vor Chodorkowski wurde Platon Lebedew verhaftet, seine rechte Hand bei Yukos. Chodorkowski war zu der Zeit in den USA. Der Film behandelt Fragen wie: Warum reiste er zurück, obwohl er ebenfalls mit einer Festnahme rechnen musste? Warum zahlte er nicht die Steuern, die der Staat – willkürlich – von ihm verlangte? Vertraute des Inhaftierten äußern vor der Kamera teils Eigenwilliges. Ein Vertrauter sagt, Chodorkowski sitze im Gefängnis, um nach Verbüßung der Strafe als Geläuterter dazustehen, als Anwärter auf die Präsidentschaft im Namen des Volkes. 
Tuschi gelang es, Chodorkowski während des Prozesses in Moskau in seinem Glaskäfig zu sprechen. Das sei für private Zwecke, sagte er den Behörden. Chodorkowski sprach entspannt und mit Heiterkeit und Ironie.

## Rezeption

### Kritik
Der film-dienst äußerte sich positiv über die Arbeit Tuschis, der mit „gebotener Ausführlichkeit“ erzähle und sich selbst dezent im Hintergrund halte. Das Ergebnis sei „ein engagierter und insgesamt sachlicher Dokumentarfilm, der zugleich Politthriller ist“. Der Film biete „eine tiefgründige und facettenreiche Innenansicht in das korrupte Imperium (Kerstin Holm), das aus der Konkursmasse der UdSSR seit 1991 entstanden ist.“

„[…] Die Vielstimmigkeit ermöglicht uns bis zum Ende des Films, gleichsam gegenläufig zu seinem Spannungsbogen, zumindest im Ansatz ein Einfühlen und Eindenken in eine innerrussische Perspektive auf den Fall, die von der unseren erheblich abweicht. So sitzt Chodorkowski uns zwar zuletzt im Glaskasten gegenüber, aber wir blicken auf ein vielfarbiges Mosaik.“

### Auszeichnungen
Von der Deutschen Film- und Medienbewertung erhielt Der Fall Chodorkowski das Prädikat „besonders wertvoll“. Beim 27. Internationales Dokumentarfilmfestival in München erhielt der Film den internationalen Dokumentarfilmpreises 2011.